# Megacyllene unicolor
Megacyllene unicolor är en skalbaggsart som beskrevs av Fuchs 1955. Megacyllene unicolor ingår i släktet Megacyllene och familjen långhorningar.
Artens utbredningsområde är:
- Paraguay.
- Uruguay.

Inga underarter finns listade i Catalogue of Life.